# Pavimento della chiesa di San Michele Arcangelo ad Anacapri
(Roberto Pane)
Il pavimento della chiesa di San Michele Arcangelo è un'opera realizzata con riggiole in maiolica, decorate in modo tale da raffigurare il Paradiso terrestre e peccato originale, realizzata da Leonardo Chianese e custodita all'interno della chiesa di San Michele Arcangelo ad Anacapri.

## Storia e descrizione
La chiesa di San Michele Arcangelo venne terminata nel 1719: la realizzazione della pavimentazione avvenne circa quaranta anni dopo, precisamente nel 1761. Probabilmente ispirato ad un dipinto di Francesco Solimena, andato perduto, ma anche dai racconti dei viaggiatori in luoghi esotici, il tema della raffigurazione sulle riggiole di maiolica è quello della scena biblica del Paradiso terrestre e del peccato originale: si tratta di uno dei temi proposti più volte nel corso del XVIII secolo. L'opera, di fattura tipicamente napoletana ma che al contempo risente dell'influsso che ebbero le nature morte italiane e fiamminghe del XVII e XVIII secolo, fu realizzata da Leonardo Chianese, appartenente ad una delle più importanti famiglie di riggiolai, ma non si conosce da chi sia stato realizzato il cartone preparatorio sul quale il Chianese ha successivamente lavorato: priva di fondamento infatti è l'ipotesi che sia opera del Solimena.

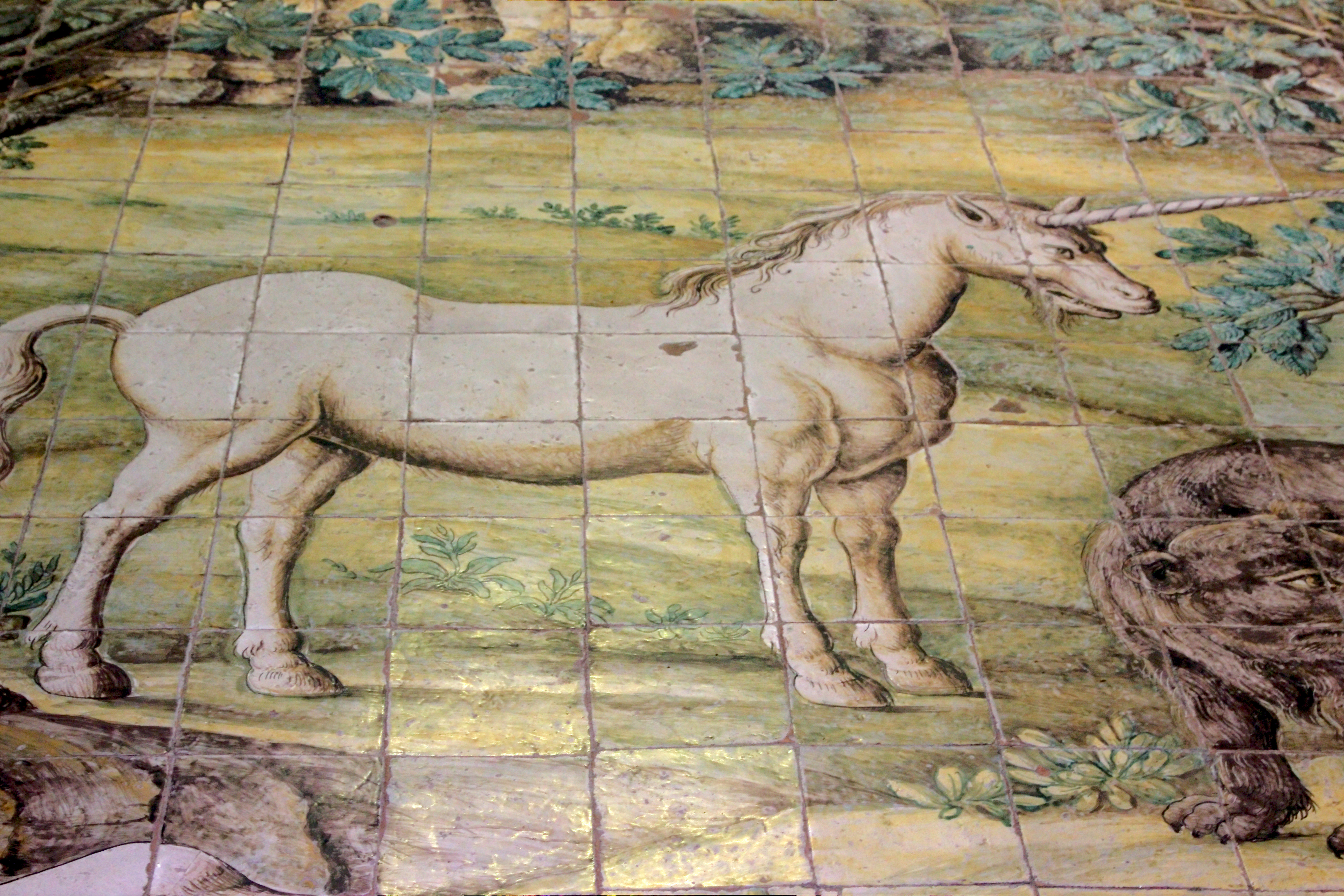
Particolare

Partendo dall'ingresso, sul fondo, è presente il cartiglio che indica l'anno di realizzazione del pavimento e il nome del suo realizzatore:
La prima scena è quella di una natura bucolica e contadina, pensata per essere un invito ai pastori e ai contadini, che potevano ammirarlo dall'esterno, ad entrare in chiesa; si tratta di animali quali mucche, pecore e capre: in particolare una di queste è raffigurata su una roccia e starebbe a simboleggiare l'isola di Capri. Si arriva quindi alla scena principale: al centro l'Albero della conoscenza del Bene e del Male, sul quale si intreccia un serpente, il diavolo, e poco più in basso l'arcangelo Michele su una nuvola, che impugna una spada infuocata, che scaccia Eva con lo sguardo implorante, mentre Adamo scappa spaventato. Intorno alla scena la rappresentazione di acqua, piante, come alberi da frutta e girasoli, e numerosi animali, alcuni raffigurati con volto quasi umano, che simboleggiano i vizi umani ma anche gli insegnamenti della fede cristiana: in particolare si nota un unicorno, simbolo di purezza, il coccodrillo con la bocca aperta, simbolo delle tentazioni del diavolo, il cervo, nemico del demonio, e ancora un elefante, dromedari, un giaguaro, un pavone, un riccio, un'aquila. Sullo sfondo numerosi alberi, tra cui quello della vita, mentre il cielo è stellato con a sinistra il sole e a destra la luna in fase crescente. Tutta l'opera è circondata da una fascia, sempre realizzata con maioliche, in giallo e nero. Salendo sulla cantoria è possibile avere un'immagine d'insieme dell'opera: tale stratagemma venne studiato anche per permettere la veduta del pavimento alle monache di clausura, nascoste dietro a grate.